# Ectrepesthoneura ovata
Ectrepesthoneura ovata är en tvåvingeart som beskrevs av Ostroverkhova 1977. Ectrepesthoneura ovata ingår i släktet Ectrepesthoneura och familjen svampmyggor. Arten är reproducerande i Sverige. Inga underarter finns listade i Catalogue of Life.